# 民法第387条第1項の同意の登記
民法第387条第1項の同意の登記（みんぽうだい387じょうだい1こうのどういのとうき）とは、日本において、登記された賃借権について先順位の抵当権に対抗することができる効果をもたらす不動産登記をいう（民法387条1項）。
この同意の登記後、同意を与えた総先順位抵当権者は、賃借人に有利な当該賃借権に係る変更登記について不動産登記法66条の「登記上の利害関係を有する第三者」に当たることとなり、当該変更登記を申請する際には総先順位抵当権者の承諾証明情報又はこれに対抗することができる裁判があったことを証する情報を提供しなければならないこととなる（2003年（平成15年）12月25日民二3817号通達第1-3）。

## 略語について
説明の便宜上、次のとおり略語を用いる。
法
不動産登記法（平成16年6月18日法律第123号）
令
不動産登記令（平成16年12月1日政令第379号）
規則
不動産登記規則（平成17年2月18日法務省令第18号）
記載例
2003年（平成15年）12月25日民二3817号通達別紙記載例
記録例
不動産登記記録例（2009年（平成21年）2月20日民二500号通達）

## 要件
民法第387条第1項の同意の登記をするためには、以下の要件を満たさなければならない（民法387条1項・2項）
- 賃借権は登記されていること
- すべての先順位抵当権者の同意があること
- 先順位抵当権を目的とする権利を有する者及び同意によって不利益を受ける者の承諾を得ること

なお、この賃借権は仮登記でもよい（登記研究686-403頁）。また、先順位の根抵当権が仮登記である場合でも、本稿の登記はすることができる（登記研究710-205頁）。

## 登記申請情報（一部）
登記の目的（令3条5号）は、「4番賃借権の1番抵当権、2番抵当権、3番根抵当権に優先する同意」のように記載する（記載例1、記録例298）。
登記原因及びその日付（令3条6号）は、同意の効力発生日を日付として「平成何年何月何日同意」のように記載する（記載例1、記録例298）。
登記申請人（令3条1号）は、賃借権者を登記権利者、総先順位抵当権者を登記義務者として記載する（2003年（平成15年）12月25日民二3817号通達第1-2前段）。法人が申請人となる場合、以下の事項も記載しなければならない。
- 原則として申請人たる法人の代表者の氏名（令3条2号）
- 支配人が申請をするときは支配人の氏名（一発即答14頁）
- 持分会社が申請人となる場合で当該会社の代表者が法人であるときは、当該法人の商号又は名称及びその職務を行うべき者の氏名（2006年（平成18年）3月29日民二755号通達4）。

なお、賃借権について転貸の登記がされている場合、登記権利者は転借人ではなく原賃借人（転貸人）である（登記インターネット64-260頁）。
添付情報（規則34条1項6号、一部）は、登記原因証明情報（法61条・令7条1項5号ロ）、登記義務者の登記識別情報（法22条本文）又は登記済証である。法人が申請人となる場合は更に代表者資格証明情報（令7条1項1号）も原則として添付しなければならない。
一方、書面申請の場合であっても、登記義務者の印鑑証明書の添付は原則として不要である（令16条2項・規則48条1項5号、令18条2項・規則49条2項4号及び48条1項5号）が、登記義務者が登記識別情報を提供できない場合には添付しなければならない（規則47条3号ハ参照）。
なお、先順位抵当権を目的とする権利を有する者（転抵当権者など）及び同意によって不利益を受ける者が存在する場合には、その承諾が必要である（民法387条2項）から承諾証明情報が添付情報となる（2003年（平成15年）12月25日民二3817号通達第1-2後段・不動産登記令7条1項5号ハ）。この承諾証明情報が書面（承諾書）である場合には、原則として作成者が記名押印し、当該押印に係る印鑑証明書を承諾書の一部として添付しなければならない（2003年（平成15年）12月25日民二3817号通達第1-2後段・令19条）。この印鑑証明書は当該承諾書の一部であるので、添付情報欄に「印鑑証明書」と格別に記載する必要はなく、作成後3か月以内のものでなければならないという制限はない。
登録免許税（不動産登記規則189条1項前段）は、賃借権及び抵当権の数1件につき1,000円を納付する（2003年（平成15年）12月25日民二3817号通達第1-5・登録免許税法別表第1-1(9)）。

## 登記の実行
民法第387条第1項の同意の登記は主登記によって実行される（記載例1、記録例298）。なお、登記官は、当該同意の登記をする場合、賃借権及びすべての先順位の抵当権の順位番号の次に、当該同意の登記の順位番号をかっこを付して記録しなければならない（記載例1、記録例298）。